# Піраміда огляду

Перегляд зрізаного конуса

Поява об'єкта в піраміді зору

При створенні паралельної проєкції, зрізана форма має форму прямокутника, а не піраміди

У тривимірній комп'ютерній графіці, піраміда огляду (англ. viewing frustum) або зрізана піраміда огляду — це область простору моделі світу, яка може з'являтися на екрані. Це також поле зору уявної камери.
Зрізану піраміду огляду отримують відсіченням двома паралельними площинами піраміди огляду, яка є адаптацією (ідеалізованого) кута огляду, за умови, що камера (або око) має прямокутне вікно перегляду, яке зазвичай використовуються в комп'ютерній графіці. Деякі автори використовують термін піраміда огляду, як синонім до зрізаної піраміди огляду, тобто вважають її зрізаною.
Точна форма цієї області змінюється в залежності від того, який тип об'єктива камери імітується, але зазвичай це зрізана прямокутна піраміда, (звідси і назва). Площини, які розрізають зрізану поверхню перпендикулярно напрямку спостереження, називаються найближчою площиною та найдальшою площиною, відповідно. Об'єкти, які розташовані до камери перед ближчою площиною або далі ніж найдальша площина, не відображаються. Іноді далека площина простягається нескінченно далеко від камери, тому всі об'єкти всередині піраміди огляду, відображаються незалежно від того, на якій вони відстані від камери.
Визначення прихованої поверхні — це процес видалення об'єктів, які лежать повністю поза пірамідою огляду під час процесу рендерингу. Процес рендерингу цих об'єктів був би марною тратою часу, оскільки їх не видно безпосередньо глядачу. Для швидкого виконання цієї операції, зазвичай будується алгоритм з використанням обмежуючого паралелепіпеду, який містить об'єкти.

## Визначення
VPNнормальна площина огляду (англ. view-plane normal) — нормаль до видимої площини.
VUVвектор перегляду (англ. view-up vector) — вектор на видимій площині, який вказує напрямок вгору.
VRPконтрольна точка перегляду (англ. viewing reference point) — точка, розташована на видимій площині, і початок VRC.
PRPопорна точка проєкції (англ. projection reference point) — точка, де проєктується зображення, для паралельної проєкції, PRP знаходиться на нескінченності.
VRCоглядова система координат (англ. viewing-reference coordinate system).
Геометрія визначається кутом поля зору (в напрямку осі «y»), а також співвідношенням сторін. Дві z-площини (вони задаються рівняннями z=const) визначають ближню і дальню межу зрізаної піраміди. Разом ця інформація може бути використана для обчислення проєкційної матриці та для рендерингу перетворень у графічному конвеєрі.